# 拉佩多纳
拉佩多纳（義大利語：Lapedona），是意大利费尔莫省的一个市镇。总面积14.8平方公里，人口1182人，人口密度79.9人/平方公里（2009年）。ISTAT代码为044025。